# Saltos ornamentais no Campeonato Mundial de Esportes Aquáticos de 2024

Os eventos dos Saltos ornamentais no Campeonato Mundial de Esportes Aquáticos de 2024 ocorreram entre 2 a 10 de fevereiro de 2024, em Doha, no Catar. Ao todo, treze eventos, divididos em plataformas de 1 e 3 metros, e plataforma de 10 metros, foram disputados.

## Eventos
Ao todo, 13 com atribuição de medalhas foram disputados.
Todos os horários estão na hora local (UTC+3).
| Data            | Horário | Evento                                 | Fase          |
| --------------- | ------- | -------------------------------------- | ------------- |
| 2 de fevereiro  | 10:00   | Trampolim 1 m feminino                 | Eliminatórias |
| 2 de fevereiro  | 15:00   | Equipe mista                           | Final         |
| 2 de fevereiro  | 19:00   | Trampolim 1 m feminino                 | Final         |
| 3 de fevereiro  | 10:00   | Trampolim 1 m masculino                | Eliminatórias |
| 3 de fevereiro  | 16:00   | Plataforma sincronizada 10 m misto     | Final         |
| 3 de fevereiro  | 19:00   | Trampolim 1 m masculino                | Final         |
| 4 de fevereiro  | 10:00   | Plataforma 10 m feminino               | Eliminatórias |
| 4 de fevereiro  | 15:30   | Trampolim sincronizado 3 m masculino   | Final         |
| 5 de fevereiro  | 10:00   | Plataforma 10 m feminino               | Semifinal     |
| 5 de fevereiro  | 18:30   | Plataforma 10 m feminino               | Final         |
| 6 de fevereiro  | 10:00   | Trampolim 3 m masculino                | Eliminatórias |
| 6 de fevereiro  | 18:30   | Plataforma sincronizada 10 m feminino  | Final         |
| 7 de fevereiro  | 10:00   | Trampolim 3 m masculino                | Semifinal     |
| 7 de fevereiro  | 13:00   | Trampolim sincronizado 3 m feminino    | Final         |
| 7 de fevereiro  | 18:30   | Trampolim 3 m masculino                | Final         |
| 8 de fevereiro  | 10:00   | Trampolim 3 m feminino                 | Eliminatórias |
| 8 de fevereiro  | 18:30   | Plataforma sincronizada 10 m masculino | Final         |
| 9 de fevereiro  | 10:00   | Trampolim 3 m feminino                 | Semifina      |
| 9 de fevereiro  | 13:00   | Plataforma 10 m masculino              | Eliminatórias |
| 9 de fevereiro  | 18:30   | Trampolim 3 m feminino                 | Final         |
| 10 de fevereiro | 10:00   | Plataforma 10 m masculino              | Semifinal     |
| 10 de fevereiro | 13:30   | Trampolim sincronizado 3 m misto       | Final         |
| 10 de fevereiro | 18:30   | Plataforma 10 m masculino              | Final         |

## Medalhistas

### Masculino
| Evento                                | Ouro                               | Ouro   | Prata                                       | Prata  | Bronze                                    | Bronze |
| ------------------------------------- | ---------------------------------- | ------ | ------------------------------------------- | ------ | ----------------------------------------- | ------ |
| Trampolim 1 m individual detalhes     | Osmar Olvera · México              | 431.75 | Li Shixin · Austrália                       | 395.70 | Ross Haslam · Grã-Bretanha                | 393.10 |
| Trampolim 3 m individual detalhes     | Wang Zongyuan · China              | 538.70 | Xie Siyi · China                            | 516.10 | Osmar Olvera · México                     | 498.40 |
| Plataforma 10 m individual detalhes   | Yang Hao · China                   | 564.05 | Cao Yuan · China                            | 553.20 | Oleksiy Sereda · Ucrânia                  | 528.65 |
| Trampolim 3 m sincronizado detalhes   | China · Long Daoyi · Wang Zongyuan | 442.41 | Itália · Lorenzo Marsaglia · Giovanni Tocci | 384.24 | Espanha · Adrián Abadía · Nicolás García  | 383.28 |
| Plataforma 10 m sincronizado detalhes | China · Lian Junjie · Yang Hao     | 470.76 | Grã-Bretanha · Tom Daley · Noah Williams    | 422.57 | Ucrânia · Kirill Boliukh · Oleksiy Sereda | 406.47 |

### Feminino
| Evento                                | Ouro                              | Ouro   | Prata                                        | Prata  | Bronze                                                  | Bronze |
| ------------------------------------- | --------------------------------- | ------ | -------------------------------------------- | ------ | ------------------------------------------------------- | ------ |
| Trampolim 1 m individual detalhes     | Alysha Koloi · Austrália          | 260.50 | Grace Reid · Grã-Bretanha                    | 257.25 | Maha Eissa · Egito                                      | 257.15 |
| Trampolim 3 m individual detalhes     | Chang Yani · China                | 354.75 | Chen Yiwen · China                           | 336.60 | Kim Su-ji · Coreia do Sul                               | 311.25 |
| Plataforma 10 m individual detalhes   | Quan Hongchan · China             | 436.25 | Chen Yuxi · China                            | 427.80 | Andrea Spendolini-Sirieix · Grã-Bretanha                | 377.10 |
| Trampolim 3 m sincronizado detalhes   | China · Chang Yani · Chen Yiwen   | 323.43 | Austrália · Maddison Keeney · Anabelle Smith | 300.45 | Grã-Bretanha · Yasmin Harper · Scarlett Mew Jensen      | 281.70 |
| Plataforma 10 m sincronizado detalhes | China · Chen Yuxi · Quan Hongchan | 362.22 | Coreia do Norte · Jo Jin-mi · Kim Mi-rae     | 320.70 | Grã-Bretanha · Andrea Spendolini-Sirieix · Lois Toulson | 299.34 |

### Misto
| Evento                   | Ouro                                                                                           | Ouro   | Prata                                                                      | Prata  | Bronze                                                                    | Bronze |
| ------------------------ | ---------------------------------------------------------------------------------------------- | ------ | -------------------------------------------------------------------------- | ------ | ------------------------------------------------------------------------- | ------ |
| Trampolim 3 m detalhes   | Austrália · Domonic Bedggood · Maddison Keeney                                                 | 300.93 | Itália · Matteo Santoro · Chiara Pellacani                                 | 287.49 | Coreia do Sul Yi Jae-gyeong Kim Su-ji                                     | 285.03 |
| Plataforma 10 m detalhes | China · Huang Jianjie · Zhang Jiaqi                                                            | 353.82 | Coreia do Norte · Im Yong-myong · Jo Jin-mi                                | 303.96 | México · Kevin Berlín · Alejandra Estudillo                               | 296.13 |
| Equipe detalhes          | Grã-Bretanha · Tom Daley · Scarlett Mew Jensen · Daniel Goodfellow · Andrea Spendolini-Sirieix | 421.65 | México · Gabriela Agúndez · Randal Willars · Jahir Ocampo · Aranza Vázquez | 412.80 | Austrália · Cassiel Rousseau · Maddison Keeney · Nikita Hains · Li Shixin | 385.35 |

## Quadro de medalhas
| Ordem | País            | Ouro | Prata | Bronze |    |
| 1     | China           | 9    | 4     |        | 13 |
| 2     | Austrália       | 2    | 2     | 1      | 5  |
| 3     | Grã-Bretanha    | 1    | 2     | 4      | 7  |
| 4     | México          | 1    | 1     | 2      | 4  |
| 5     | Itália          |      | 2     |        | 2  |
|       | Coreia do Norte |      | 2     |        | 2  |
| 7     | Coreia do Sul   |      |       | 2      | 2  |
|       | Ucrânia         |      |       | 2      | 2  |
| 9     | Egito           |      |       | 1      | 1  |
|       | Espanha         |      |       | 1      | 1  |
| Total | Total           | 13   | 13    | 13     | 39 |